# Нужный, Алексей Николаевич
Алексе́й Никола́евич Ну́жный (фамилия при рождении — Черномазов, род. 16 июня 1984, Йошкар-Ола) — российский кинорежиссёр, сценарист и продюсер.

## Биография
Родился в Йошкар-Оле. Отец — Николай Николаевич Черномазов (ум. 1993). Мать — Софья Прокопьевна Черномазова (Слесарева), мастер спорта СССР по лыжным гонкам, чемпионка Марийской АССР по кроссу 1974 года, впоследствии стала работать массажистом.
Учился в «New York Film Academy».
В 2012 году состоялась премьера короткометражного фильма «Конверт» с Кевином Спейси в главной роли, где Алексей выступил сценаристом и режиссёром. Картина стала одним из победителей конкурса Jameson First Shot, когда фильм появился в сети — его посмотрели более миллиона человек. Кевин Спейси после съёмок назвал Алексея гением и посоветовал отечественным продюсерам обратить на него внимание. Вышедший в 2015 году фильм «Петух» получил главный приз международного Фестиваля уличного кино, приз за лучший сценарий на фестивале «Короче» и гран-при VideoLike Film Festival.
После череды короткометражек, в 2015 году Алексей Нужный срежиссировал первый сезон популярного сериала «Ольга» для телеканала «ТНТ» (вышел в 2016 году). Во время съёмок сериала ему пришла в голову идея фильма «Я худею», вместе с Николаем Куликовым они написали сценарий и самостоятельно спродюсировали фильм. В 2018 году фильм вышел на праздник 8 марта и за первый же день проката побил рекорд, заработав 112 миллионов рублей. В 2019 году выступил как режиссёр и шоураннер телесериала «Толя-робот», за который был номинирован на премию «ТЭФИ». В 2020 году вышел в прокат его первый масштабный блокбастер «Огонь», который заработал в российском прокате 920 миллионов рублей и был номинирован на премию «Золотой орёл» как лучший фильм. В 2023 году Алексей снял музыкальный фильм «Бременские музыканты». Он вышел в прокат 1 января 2024 года и заработал в прокате более 3 миллиардов.

## Фильмография
| Год  | Название фильма            | Роль                                 |
| ---- | -------------------------- | ------------------------------------ |
| 2009 | Кеды                       | режиссёр                             |
| 2012 | Конверт                    | режиссёр, сценарист                  |
| 2014 | Любовь: Задание на лето    | режиссёр, сценарист, продюсер        |
| 2015 | Переводчик                 | режиссёр, сценарист                  |
| 2015 | Петух                      | режиссёр, сценарист, продюсер        |
| 2016 | Ольга (первый сезон)       | режиссёр                             |
| 2016 | Последнее видео на YouTube | режиссёр                             |
| 2017 | Ёлки новые                 | режиссёр                             |
| 2018 | Я худею                    | режиссёр, сценарист, продюсер        |
| 2019 | Громкая связь              | режиссёр                             |
| 2019 | Толя-робот                 | режиссёр, сценарист, продюсер, актёр |
| 2020 | Обратная связь             | режиссёр                             |
| 2020 | Огонь                      | режиссёр, сценарист, продюсер        |
| 2021 | Пара из будущего           | режиссёр, сценарист, продюсер, актёр |
| 2024 | Бременские музыканты       | режиссёр, сценарист, продюсер, актёр |

### Только сценарист
- 2009 — ЛОпуХИ: Эпизод первый (совместно с Сариком Андреасяном и Леонидом Марголиным)
- 2011 — Беременный
- 2012 — Мамы (совместно с Тихоном Корневым, Ольгой Антоновой, Сариком Андреасяном и Кареном Оганесяном)
- 2014 — Лёгок на помине
- 2014 — Право на любовь